# Rețeaua pentru Vocile Refugiaților
Rețeaua pentru Vocile Refugiaților a fost o rețea internațională de refugiați care a pledat pentru ca vocile refugiaților să fie incluse în deciziile globale privind politicile privind refugiații. Succesorul său la momentul actual este Rețeaua globală condusă de refugiați, deși site-ul Rețeaua pentru Vocile Refugiaților funcționează în continuare.

## Fondare
Rețeaua pentru Vocile Refugiaților a fost fondată oficial în 2017, după ce s-a organizat informal în 2016.

## Calitatea de membru
Fondatorii au fost doisprezece tineri, în mare parte avocați și activiști ai refugiaților sirieni, membrii fiind atât refugiați, cât și organizații conduse de refugiați. Organizația nu a pus accent pe criterii sau structuri stricte de apartenență.

## Obiective și activități
Obiectivul strategic al rețelei a fost reformarea eforturilor globale de protecție a refugiaților pentru a-i face participanți activi la deciziile politice și pentru a-i poziționa ca experți care pot influența elaborarea politicilor globale.
Activitățile specifice întreprinse pentru îndeplinirea acestui obiectiv au fost de a influența Pactul Global al Națiunilor Unite privind Migrația și Pactul Global privind Refugiații și de a participa la viitorul cadru al Înaltului Comisariat al Națiunilor Unite pentru Refugiați privind partajarea echitabilă a responsabilității. Dintre cele trei activități, Pactul Global privind Refugiații a fost prioritatea cea mai mare.

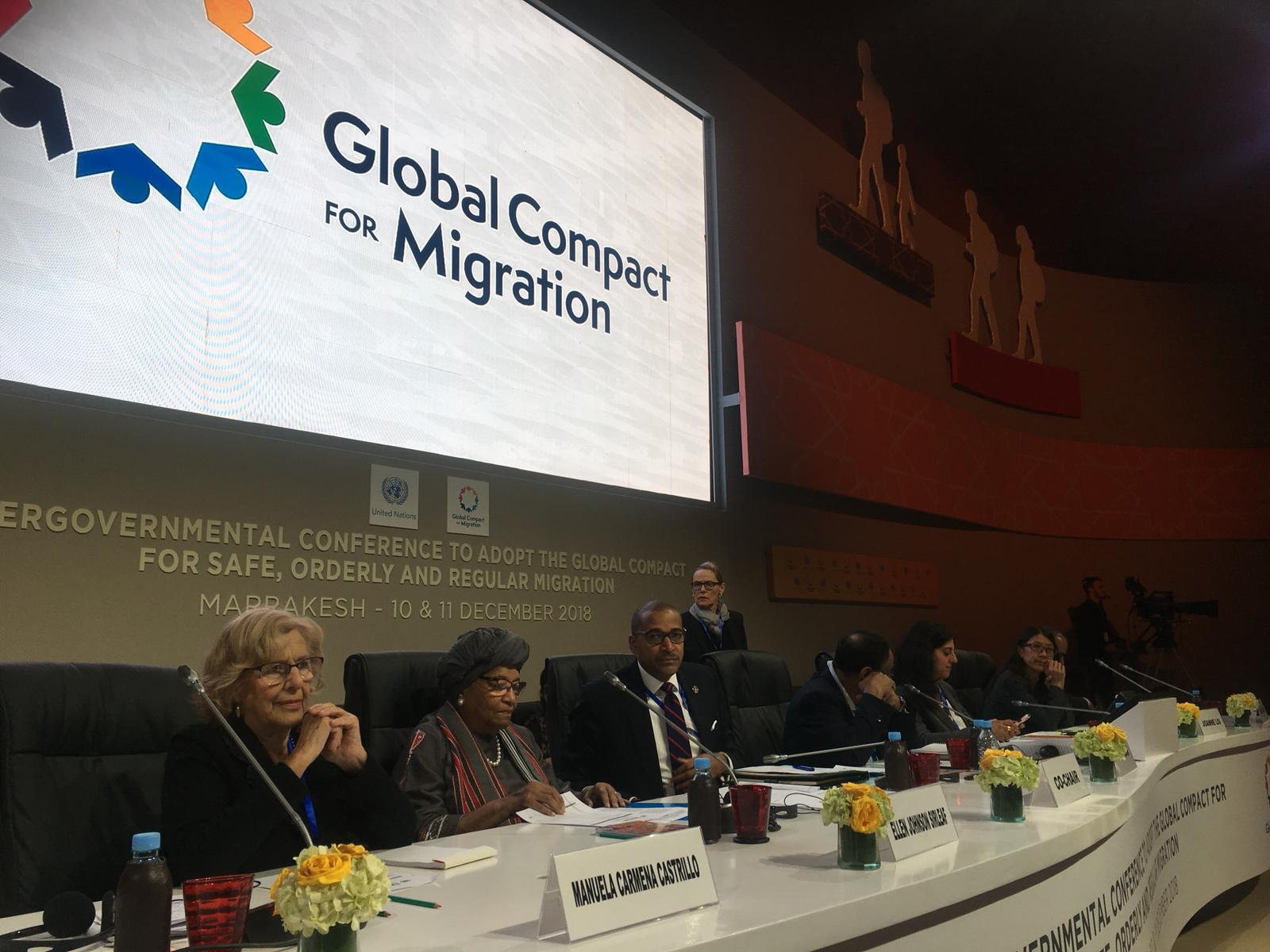
Întâlnirea Pactului Global pentru Migrație de la Marrakech, 2018

Alte activități au inclus o susținere mai amplă pentru o reprezentare îmbunătățită a refugiaților în regimurile locale și globale de protecție a refugiaților. Aceste eforturi de susținere au dus la o conștientizare sporită a rețelei și la o influență mai mare, inclusiv la participarea la Summitul Global al Refugiaților din iunie 2018, care a avut loc la Geneva.
Ambițiile rețelei sunt exprimate cel mai clar într-un citat folosit de Haqqi Bahram în lucrarea sa din 2020, „Între tokenism și autoreprezentare”: „Am fost foarte insistent în a nu spune nimic despre noi înșine, fără noi înșine, și asta pentru că noi suntem persoanele afectate de politica privind refugiații și de aceea trebuie să facem parte din ea.” Rețeaua pentru Vocile Refugiaților a fost înlocuită de Rețeaua globală condusă de refugiați.